# Mirosław Jaworski (szachista)
Mirosław Jaworski (ur. 3 kwietnia 1965 w Bielsku-Białej) – polski szachista, mistrz międzynarodowy od 2003 roku.

## Kariera szachowa
W roku 1986 zdobył brązowy medal w młodzieżowych (do lat 23) mistrzostwach Polski, rozegranych w Augustowie. Jest pięciokrotnym medalistą drużynowych mistrzostw Polski: złotym (Bydgoszcz 1990), trzykrotnie srebrnym (Mikołajki 1991 i Lubniewice 1994, 1995) oraz brązowym (Rewal 1992). Wszystkie medale zdobył reprezentując klub BBTS Bielsko-Biała.
Od połowy lat 90. występuje prawie wyłącznie w rozgrywkach drużynowych w ligach polskiej, czeskiej i morawskiej.
Najwyższy ranking w karierze osiągnął 1 lipca 2000 r., z wynikiem 2421 punktów zajmował wówczas 26. miejsce wśród polskich szachistów.
Sukcesy odnosił również w rozgrywkach korespondencyjnych, m.in. w 2001 r. zdobył brązowy medal indywidualnych mistrzostw Polski. Posiada tytuł mistrza międzynarodowego seniora ICCF (ang. Senior International Correspondence Chess Master), który otrzymał w 2007 roku.